# Calvin Bricker
Calvin David « Cal » Bricker (né le 3 novembre 1884 à Listowel et décédé le 22 avril 1963 à Grenfell) est un athlète canadien spécialiste du sauts. 

## Biographie

### Palmarès
| Date | Compétition           | Lieu      | Résultat | Épreuve          | Performance |
| ---- | --------------------- | --------- | -------- | ---------------- | ----------- |
| 1908 | Jeux olympiques d'été | Londres   | 3e       | Saut en longueur | 7,08 m      |
| 1908 | Jeux olympiques d'été | Londres   | 4e       | Triple saut      | 14,10 m     |
| 1912 | Jeux olympiques d'été | Stockholm | 2e       | Saut en longueur | 7,21 m      |
| 1912 | Jeux olympiques d'été | Stockholm | 18e      | Triple saut      | 13,25 m     |

### Records
| Épreuve          | Performance | Lieu    | Date |
| ---------------- | ----------- | ------- | ---- |
| Saut en longueur | 7,22 m      |         | 1908 |
| Triple saut      | 14,10 m     | Londres | 1908 |